# Jonathan Cohen
Jonathan Cohen (Parigi, 16 giugno 1980) è un attore, regista e produttore cinematografico francese.

## Biografia
All'inizio del 2000, Cohen è stato ammesso al Conservatoire National Supérieur d'Art Dramatique. Nel 2001, con gli amici, parte per tentare la fortuna a New York con un visto turistico di tre mesi, lavora come cameriere e poi, dopo gli attentati dell'11 settembre 2001, decide di tornare a Parigi.
Cohen fa la sua prima apparizione sullo schermo nel 2006 con un piccolo ruolo nella commedia Troppo bella! (Comme t'y es belle!) di Lisa Azuelos e uno spot per il canale June nel 2009. Nel 2012, Cohen ottiene un ruolo più importante nella commedia ad alto budget Un piano perfetto di Pascal Chaumeil. L'anno successivo recita in Amour et Turbulences di Alexandre Castagnetti, nel quale interpreta il migliore amico di Nicolas Bedos. Nel 2016 fa parte del cast di La Folle Histoire de Max et Léon e dell'attesissimo sequel Papa ou Maman 2 di Martin Bourboulon, con Laurent Lafitte e Marina Foïs.
Dal 2013 al 2015 ha avuto una relazione con l'attrice Mélanie Bernier.

## Filmografia parziale

### Cinema
- Troppo bella! (Comme t'y es belle!), regia di Lisa Azuelos (2006)
- L'amante inglese (Partir), regia di Catherine Corsini (2009)
- Le Village des ombres, regia di Fouad Benhammou (2010)
- L'amore, per caso (L'amour, c'est mieux à deux), regia di Dominique Farrugia e Arnaud Lemort (2010)
- Un piano perfetto (Un plan parfait), regia di Pascal Chaumeil (2012)
- Supercondriaco - Ridere fa bene alla salute (Supercondriaque), regia di Dany Boon (2014)
- La Crème de la crème, regia di Kim Chapiron (2014)
- La moglie del cuoco (On a failli être amies), regia di Anne Le Ny (2014)
- Nous trois ou rien, regia di Kheiron (2015)
- Papa ou Maman 2, regia di Martin Bourboulon (2016)
- Ami-ami, regia di Victor Saint Macary (2018)
- Budapest, regia di Xavier Gens (2018)
- Quel giorno d'estate (Amanda), regia di Michaël Hers (2018)
- La prima vacanza non si scorda mai (Premiers vacances), regia di Patrick Cassir (2019)
- Bianca come la neve (Blanche comme neige), regia di Anne Fontaine (2019)
- Forte, regia di Katia Lewkowicz (2020)
- Army of Thieves, regia di Matthias Schweighöfer (2021)
- Asterix & Obelix - Il regno di mezzo (Astérix et Obélix: L'Empire du milieu), regia di Guillaume Canet (2023)
- Sentinelle, regia di Hugo Benamozing e David Caviglioli (2023)
- Un anno difficile (Une année difficile), regia di Olivier Nakache e Éric Toledano (2023)
- Daaaaaalí!, regia di Quentin Dupieux (2023)
- Making of, regia di Cédric Kahn (2023)
- Ma mere, Dieu et Sylvie Vartan (2025)

### Televisione
- Fracture, regia di Alain Tasma - film TV (2010)
- Bref. - serie TV (2011)
- Les Pieds dans le plat - serie TV (2012)
- Hero Corp - serie TV (2013-2017)
- France Kbek - serie TV (2014) - creatore della serie
- Lazy Company - serie TV (2014)
- Templeton - serie TV (2015)
- Altro che caffè (Family Business), regia di Igor Gotesman (2019-2021)
- La Flamme - serie TV (2020)
- Le Flambeau: Les aventuriers de Chupacabra - serie TV (2022)
- Pamela Rose, la série, regia di Ludovic Colbeau-Justin - serie TV (2023)

## Doppiaggio

### Film d'animazione
- Docteur Néfario in Cattivissimo me, Cattivissimo me 2 e Minions 2 - Come Gru diventa cattivissimo
- Tope-là in Emoji - Accendi le emozioni
- Spamley in Ralph spacca Internet

## Doppiatori italiani
Nelle versioni in italiano delle opere in cui ha recitato, Jonathan Cohen è stato doppiato da:
- Vittorio Guerrieri in La prima vacanza non si scorda mai, Un anno difficile, Making of
- Alessandro Rigotti in Army of Thieves
- Marco Vivio in Budapest
- Francesco Pezzulli in Un piano perfetto
- Paolo De Santis in Sentinelle
- Francesco Sechi in Supercondriaco - Ridere fa bene alla salute
- Emanuele Ruzza in Asterix & Obelix - Il regno di mezzo
- Gabriele Sabatini in Altro che caffè
- Francesco Rizzi in Quel giorno d'estate